# Санчес-Верду, Хосе Мария
Хосе Мария Санчес-Верду (исп. José María Sánchez-Verdú, 7 марта 1968, Альхесирас) — испанский композитор и дирижёр.

## Биография
В 1994 закончил Мадридскую консерваторию. Затем учился у Франко Донатони в Сиене (1992) и Ханса Цендера во Франкфурте (1996—1999). Был стипендиатом Испанской академии изящных искусств в Риме (1997).
Был приглашенным композитором Летнего музыкального фестиваля в Каринтии (2005), V Международного фестиваля современной музыки в Лиме (2007), стипендиатом Экспериментальной студии акустики Юго-Западного радио Германии (Фрайбург, 2007—2008).
Живет в Берлине и Мадриде.

## Избранные сочинения
- 1989: Tránsito для гитары (ред.1995)
- 1991: Libera me для хора
- 1991: Ofrenda lírica для голоса, кларнета, виолончели и фортепиано на стихи Р.Тагора в переводе Х. Р. Хименеса
- 1991: Elegía para cuerdas для струнного квинтета
- 1992—1993: Cuarteto nazarí (Струнный квартет № 5)
- 1994: Libro para un quinteto для гобоя, бас-кларнета, трубы, альта и контрабаса
- 1994: Тень рая/ Sombra del Paraíso для контральто и инструментального ансамбля, на стихи Висенте Алейксандре
- 1995: Palimpsestes для органа
- 1995: Kitab для двух гитар
- 1995-1996: Камерный концерт № 2
- 1996: Пять фрагментов Сафо/ Cinco fragmentos de Safo для меццо-сопрано и инструментального ансамбля
- 1996: …in Æternum, фортепианное трио
- 1997: Dhatar для аккордеона и гитары
- 1997: Mizu no oto для сякухати и гитары
- 1997: Gelida messaggera della notte … для чтеца и инструментального ансамбля, на стихи Сальваторе Квазимодо
- 1997: Im Rauschen des Augenblicks для флейты, кларнета и фортепиано
- 1998: Кибла/ Alqibla для симфонического оркестра
- 1998-1999: Libro de las huidas y mudanzas por los climas del día y la noche для камерного оркестра
- 1999: Laberinto. Drama einer Suche für Sopran, Cello und Klavier для сопрано, виолончели и фортепиано, по Борхесу
- 2000: Trio III. ‘Wie ein Hauch aus Licht und Schatten’ для фортепианного трио
- 2000: Maqbara для голоса и расширенного оркестра, на стихи Омара Хайяма и Адониса
- 2000-2001: Плач на смерть Жана Окегема/ Déploration sur la mort de Johannes Ockeghem для смешанного хора и инструментального ансамбля
- 2001: Еще один плач/ Deploratio II для флейты и виолончели, памяти Франко Донатони
- 2002: Театр теней/ Schattentheater для кларнета и фортепиано
- 2002: Taqsim для симфонического оркестра
- 2002-2003: Arquitecturas de la ausencia для 8 виолончелей (2 группы)
- 2002—2003: Носферату. Симфония ужаса/ Nosferatu. Eine Symphonie des Grauens для женского хора и симфонического оркестра, музыка к фильму Мурнау
- 2003: Cuerpos deshabitados, камерная опера на тексты Рафаэля Альберти
- 2003-2004: TENEBRAE (Memoria del fuego) для смешанного хора и симфонического оркестра, на слова Пауля Целана и Книги Иеремии
- 2003-2005: machaut-architekturen I—V для инструментального ансамбля, на темы Гийома де Машо
- 2004: Сады Адониса/ Jardines de Adonis для сопрано и группы инструментов, на стихи Овидия
- 2004-2005: GRAMMA (Jardines de la escritura / Gärten der Schrift), камерная опера на тексты Библии, Гомера, Овидия, Данте и др., либретто автора
- 2005: Струнный квартет № 8
- 2005: Silence, камерная опера, либретто Джонатана Сафрана Фоера
- 2005: Роза и соловей/ La rosa y el ruiseñor для сопрано, баритона, 3 виол да гамба и симфонического оркестра, на стихи Сан-Хуана де ла Крус
- 2006—2007: Elogio del horizonte для кларнета и оркестра
- 2006—2007: Elogio del aire для скрипки и оркестра
- 2007: Путь к Симургу/ El viaje a Simorgh, камерная опера по роману Хуана Гойтисоло «Достоинства одинокой птицы»
- 2007: Nada для гитары и виолончели
- 2007-2008: Libro del frío для контратенора и оркестра
- 2008: Arquitecturas de espejos для двух аккордеонов
- 2008-2009: Engel-Studien для 5 голосов
- 2007—2009: Aura, камерная опера по одноименной повести Карлоса Фуэнтеса
- 2009-2010: Mural для расширенного оркестра
- 2010: Endechas для 2 гитар
- 2010: Elogio del tránsito для саксофона и оркестра
- 2010-2011: Chanson для 4 гитар

## Педагогическая деятельность
Преподает в Высшей музыкальной школе имени Роберта Шумана в Дюссельдорфе. Профессор Высшей музыкальной консерватории Арагона в Сарагосе (с 2008)

## Признание
Поощрительная премия Эрнста фон Сименса (2001). Национальная музыкальная премия министерства культуры Испании (2003). Премия Антара V Международного фестиваля современной музыки в Лиме (2007). Почетный дирижер оркестра имени Мануэля де Фальи в Кадисе (2007).